# باری ساردو
باری ساردو (به ایتالیایی: Bari Sardo) یک کومونه در ایتالیا است که در استان الیاسترا واقع شده‌است.

## خصوصیات
باری ساردو ۳۷٫۵ کیلومترمربع مساحت و ۳٬۸۸۰ نفر جمعیت دارد.